# Клёстерле
Клёстерле (нем. Klösterle) — коммуна (нем. Gemeinde) в Австрии, в федеральной земле Форарльберг. 
Входит в состав округа Блуденц.  Площадь общины составляет 62,31 км², население — 677 человек (1 января 2021), плотность населения — 11 чел./км². Официальный код  —  80112.
Клёстерле расположен на высоте 1073 и в верхней части долины Клостерталь.

## Транспорт

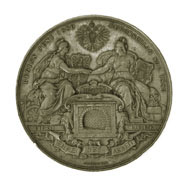
медаль строителям Арльбергского тоннеля (1884)

Клёстерле расположен на железной дороге, соединяющей Иннсбрук и Блуденц (станция Ланген-ам-Арльберг). Дорога была открыта в 1884 году. Отсюда под Арльбергским перевалом был пробит железнодорожный туннель (см. Арльбергский туннель) длиной 10648 м. до станции Санкт-Антон-ам-Арльберг.

## Политическая ситуация
Бургомистр коммуны — Дитмар Чоль по результатам выборов 2005 года.
Совет представителей коммуны (нем. Gemeinderat) состоит из 12 мест.

## Население
| Год  | Численность |
| ---- | ----------- |
| 1869 | 526         |
| 1889 | 1064        |
| 1890 | 630         |
| 1900 | 703         |
| 1910 | 721         |
| 1923 | 764         |
| 1934 | 712         |
| 1939 | 721         |
| 1951 | 793         |
| 1961 | 799         |
| 1971 | 860         |
| 1981 | 782         |
| 1991 | 747         |
| 2001 | 767         |
| 2011 | 668         |
| 2021 | 677         |